# Andersonerpeton
Andersonerpeton — вимерлий рід аїстоподів з башкирського періоду (ранній пенсільванський період) Нової Шотландії, Канада. Він відомий з однієї щелепи, яка має незвичайне поєднання рис як інших аїстоподів, так і тетраподоморфних риб. Як наслідок, Andersonerpeton є важливим для підтримки нової схеми класифікації, яка стверджує, що аїстоподи еволюціонували значно раніше, ніж очікувалося раніше. Рід містить один вид, A. longidentatum, який раніше вважався видом мікрозавра Hylerpeton.